# MU 141
MU 141 è una scultura realizzata da Kengiro Azuma soprannominata "La vita infinita” è definita dallo stesso artista milanese un'"Opera che simboleggia la rinascita, è un messaggio positivo a una città che con Expo si sta aprendo al mondo". La scultura è situata nel Piazzale antistante il Cimitero monumentale di Milano ed è stata inaugurata il 4 giugno 2015.

## Descrizione
Donata dalla Fonderia Artistica Battaglia all'Amministrazione Comunale inserendosi nel piano di riqualificazione del Monumentale, MU 141 è alta 4 metri e le superfici lisce e lucide rappresentano la luce, la gioia, l'allegria, la vita. La superficie opaca, mossa, ruvida simboleggia le difficoltà della vita, le parti oscure. Le cavità rappresentano gli imprevisti invisibili che accompagnano il cammino.
La scultura bifacciale, composta da superfici contrapposte lisce/ruvide, crea continuità tra la Città dei vivi, ovvero il lato liscio, e la Città dei morti, il lato ruvido.